# S/2017 J 1
S/2017 J 1 är en av Jupiters månar. Den upptäcktes år 2017 av Scott S. Sheppard. S/2017 J 1 är cirka 2 kilometer i diameter och roterar kring Jupiter på ett avstånd av cirka 23 547 105 kilometer.
S/2017 J 1 har ännu inte fått något officiellt namn.